# Аргентина гусиная
Аргентина гуси́ная (лат. Argentina anserina) — многолетнее травянистое невысокое растение, вид рода Аргентина (Argentina) семейства Розовые (Rosaceae). Часто встречается под базионимом Лапча́тка гуси́ная (лат. Argentina anserina), так род Аргентина (Argentina) был выделен из рода Лапчатка (Potentilla) только в 2010-х годах, и вид поменял родовую принадлежность. Растение происходит из Северного полушария, часто произрастает на берегах рек, на лугах и по обочинам дорог. Обиходные названия: гусиная лапка, судорожная трава, гусеница.

## Название
Научное латинское родовое название является калькой исп. Argentina и происходит от лат. argentum — серебро и суффикса -ina, со значением «имеющий качества, признаки чего-либо». Оно не имеет отношения к государству Аргентина (на южноамериканском континенте представители рода не встречаются), но характеризует серебристую окраску листьев некоторых видов из-за имеющихся густых волосков. В большинстве авторитетных ботанических источников русскоязычное название отсутствует по причине того, что до последнего времени все виды рода Argentina включались систематиками в род Лапчатка.

## Ботаническое описание

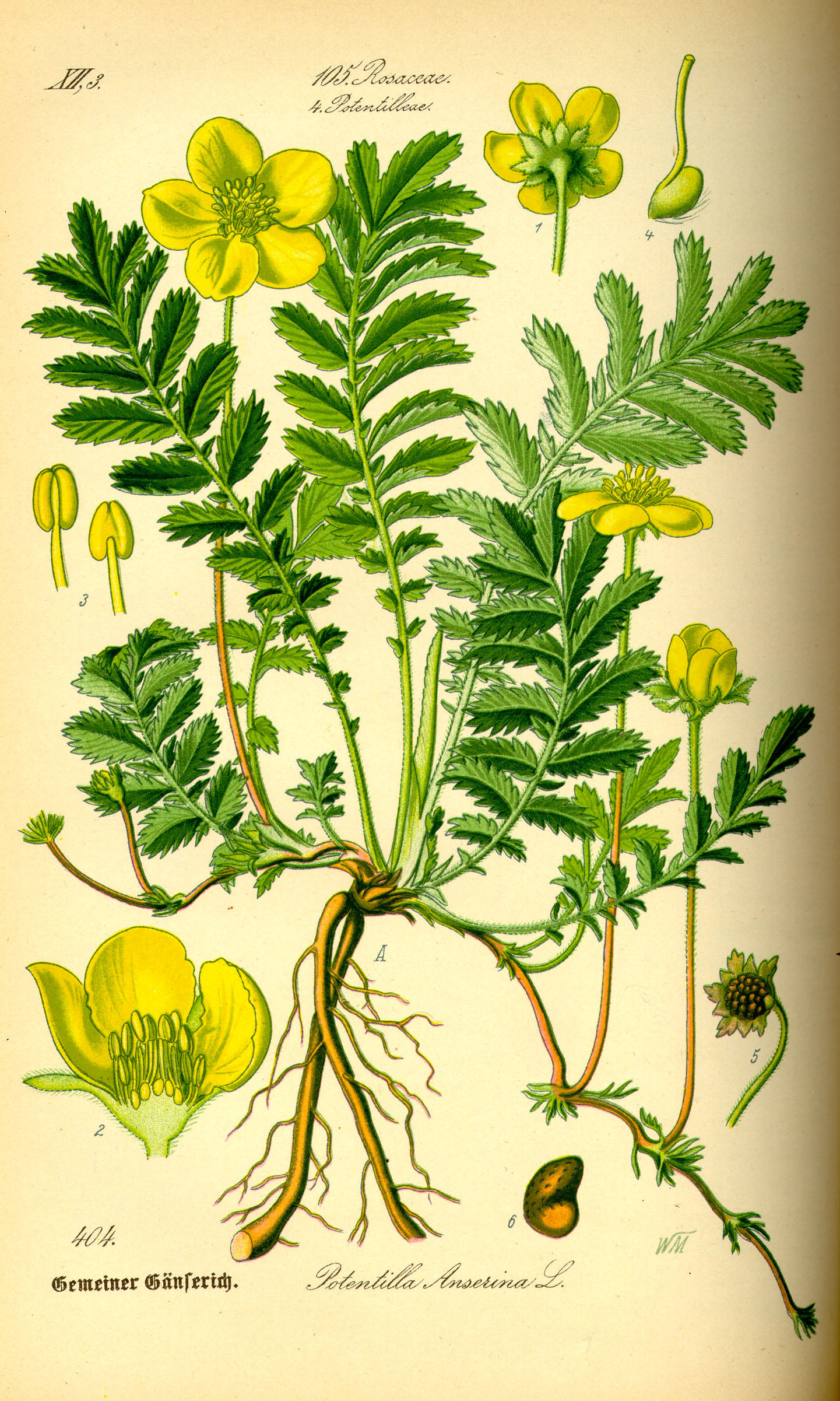

Почвопокровное многолетнее травянистое растение со стелющимися красными столонами, достигающими 80 сантиметров в длину. Растение опушённое — волоски покрывают нижнюю сторону листьев, стебель и столоны, из-за этого растение выглядит серебристым, что отражено в его английском названии Silverweed (серебристая трава).
Корни веретеновидно-утолщённые, мясистые. Цветоносные стебли тонкие, более чем 15–80 см длиной, ползучие и укореняющиеся на узлах. 
Листья с гетерофиллией:
- прикорневые листья: многочисленные, сложные, равномерно непарноперистые (по другим источникам прерывисто-перистые[5]), в длину 10—20 см, в очертании продолговато обратно-яйцевидные, разделённые на  (9) 13—21 (31) листочков, листочки 2—5 см в длину и 1—2 см в ширину,  с крупными прилистниками, снабженными яйцевидными или ланцетными острыми ушками.
- нижние стеблевые: листья похожи на корневые, но с более коротким черешками и с меньшим числом листочков; прилистники их сходны с прилистниками корневых листьев[5].
- самые верхние стеблевые листья: редуцированы, листочки их немногочисленные, прилистники сросшиеся между собою с листовидными или многораздельными ушками[5].

Листочки сидячие, эллиптические или удлиненно обратно-яйцевидные, наиболее крупные 1—4 см дл., край листа до основания остро- и глубоко- пильчато-зубчатый. Поверхность листовой пластинки сверху зелёная, гладкая и голая или рассеянно прижато-волосистая, снизу — беловатая, сильно опушённая.
Цветки диаметром 1,5—2,5 сантиметра, с пятью, реже с шестью или семью жёлтыми лепестками, растут на отдельных стеблях, достигающих 5—15 сантиметров в длину.
Плод — многоорешек. Плодики крупные, яйцевидные, ямчатые, на спинке с бороздкою.

## Распространение и экология
Встречается в умеренной зоне по всему земному шару.
Чаще всего встречается на песчаных или каменистых, глинистых почвах, по обочинам дорог, возле жилья, на лугах, пастбищах и пустырях, в оврагах и канавах, где она может быстро размножаться изобильно укореняющимися столонами. Основной подвид характерен для населённых областей, в отличие от Argentina anserina subsp. groenlandica, который является солестойким растением, характерным для прибрежных солончаков.
|                                        |  |  |
| Слева направо: общий вид, лист, цветок |  |  |

## Химический состав
В листьях содержится 260—297 мг % аскорбиновой кислоты. В подземных органах собранных 20 августа содержалось 105,6 мг % аскорбиновой кислоты.
Листья содержат 8 % золы, 17,6 % протеина и 14,6 клетчатки.

## Хозяйственное значение и использование

### Пищевое применение
В подземных и надземных органах содержит дубильные вещества. Клубнеобразные утолщения богаты крахмалом, употреблялись в пищу некоторыми народностями, например, якутами и тангутами. 
Молодые побеги можно употреблять как листовой овощ, как салат. 

### Кормовая культура
В измельчённом виде может употребляться как корм для домашней птицы (в особенности гусей). При поедании скотом вызывает отравление которое сопровождается потерей аппетита и расстройством желудка. Особенно чувствительны лошади. На пастбище скотом поедается плохо или не поедается вовсе. 

### Медонос
Медоносные пчёлы собирают с цветков нектар и пыльцу.

### Лекарственное растение
Используется в народной медицине как лекарственное растение. Содержит дубильные вещества. В качестве лекарственного сырья обычно собирают листья, гораздо реже заготавливают также побеги и цветки. Настой и отвар лапчатки гусиной обладает сильным вяжущим, противосудорожным, кровоостанавливающим, антисептическим и мочегонным действием. Наружно настой употребляют для полосканий при воспалительных заболеваний горла и полости рта, а отвар — для обмываний и примочек при язвах, порезах, различных кожных воспалениях, сыпях, кровоточащих ранах.

## Классификация

### Таксономия
- Argentina anserina (L.) Rydb., 1898, Monogr. N. Amer. Potent. 2: 159

Вид Аргентина гусиная относится к роду Аргентина (Argentina) семейства Розовые (Rosaceae) порядка Розоцветные (Rosales), последовательно входящего в более крупные клады Фабиды → Розиды → Суперрозиды → Эвдикоты → Цветковые растения. Таксономическая схема в соответствии с Системой APG IV по состоянию на июнь 2024 года:
|  |                          |  |                                   |                                   |                   |  | еще 8 семейств | еще 8 семейств |                       |  |                         |  | еще 70 подтвержденных видов | еще 70 подтвержденных видов |  |
|  |                          |  |                                   |                                   |                   |  | еще 8 семейств | еще 8 семейств |                       |  |                         |  | еще 70 подтвержденных видов | еще 70 подтвержденных видов |  |
|  |                          |  |                                   | порядок Розоцветные               |                   |  |                |                | род Аргентина         |  |                         |  |                             |                             |  |
|  |                          |  |                                   | порядок Розоцветные               |                   |  |                |                | род Аргентина         |  | 2 внутривидовых таксона |  |                             |                             |  |
|  | клада Цветковые растения |  |                                   |                                   | семейство Розовые |  |                |                | вид Аргентина гусиная |  |                         |  |                             |                             |  |
|  | клада Цветковые растения |  |                                   |                                   |                   |  |                |                |                       |  |                         |  |                             |                             |  |
|  |                          |  | ещё 63 порядка цветковых растений | ещё 63 порядка цветковых растений |                   |  |                | еще 116 родов  | еще 116 родов         |  |                         |  |                             |                             |  |
|  |                          |  |                                   | ещё 63 порядка цветковых растений |                   |  |                |                | еще 116 родов         |  |                         |  |                             |                             |  |

### Синонимы
- Argentina vulgaris Lam.
- Dactylophyllum anserina (L.) Spenn.
- Dasiphora anserina (L.) Raf.
- Fragaria anserina (L.) Crantz
- Potentilla anserina L.
- Potentilla anserina prol. argentina (Huds.) Th.Wolf
- Potentilla anserina unr. genuina Lehm.
- Potentilla anserina var. genuina Woerl.
- Potentilla anserina var. vulgaris Hayne
- Potentilla argentina Huds.
- Tormentilla anserina (L.) Stokes